# Adolf Lallinger
Adolf Lallinger (* 30. November 1897 in Augsburg; † 8. Dezember 1955 in München) war ein deutscher Schauspieler. Er wurde als Theaterschauspieler am Bayerischen Staatsschauspiel bekannt.

## Leben
Adolf Lallinger begann seine Bühnenlaufbahn bei der „Holtorf-Truppe“ in Heide und am Stadttheater Landshut. Ab den 1920er Jahren war er über drei Jahrzehnte als „viel verwendbarer“ Schauspieler fest am Bayerischen Staatsschauspiel engagiert. In der Spielzeit 1926/27 wird er am Bayerischen Staatsschauspiel in der „Abteilung für kleine Rollen und Komparserie“ als Schauspieler aufgeführt. In der Spielzeit 1928/29 wirkte er am Bayerischen Staatsschauspiel in einer Studio-Aufführung der „Jungen Bühne“ in der Uraufführung des Schauspiels Werlhof von Hans Kaempfer mit. 1933 spielte er am Residenztheater München den Hauser im NS-Propagandastück Schlageter.
Er trat auch in Film und Fernsehen in Erscheinung. 1922 war er unter Otto Linnekogel in dem Spielfilm Die Talfahrt des Severin Hoyer zu sehen. 1933 spielte er in Franz Seitz seniors Propagandafilm S.A. Mann Brand die Rolle des Kommunisten Ludwig.
Als Sprecher wirkte er in Rundfunksendungen des Bayerischen Rundfunks und des Reichssenders München mit.
Im Deutschen Bühnen-Jahrbuch 1948 wird sein Wohnsitz im Münchner Stadtteil Schwabing-West (Habsburgerstr. 3) angegeben. Adolf Lallinger war mit der Schauspielerin Nora Minor verheiratet. Er starb im Dezember 1955 im Alter von 58 Jahren in einem Krankenhaus in München.

## Rollen am Bayerischen Staatsschauspiel (Auswahl)
(Anmerkung:)

### Theater am Brunnenhof
- 1945/46: Liliom (von Ferenc Molnár), Rolle: Der Ärmlichgekleidete, Regie: Friedrich Ulmer
- 1946/47: Und Pippa tanzt (von Gerhart Hauptmann), Rolle: Jonathan, Regie: Falk Harnack
- 1946/47: Wir sind noch einmal davongekommen (von Thornton Wilder), Rolle: Fred Bailey, Regie: Paul Verhoeven
- 1946/47: Ein altes deutsches Weihnachtsspiel (von Max Mell), Rollen: Erster und Zweiter Wirt, Regie: Heinz Leo Fischer
- 1946/47: Der Soldat Tanaka (von Georg Kaiser), Rolle: Reisbauer, Regie: Heinz Leo Fischer
- 1946/47: Stella (von Johann Wolfgang von Goethe), Rolle: Kammerdiener, Regie: Rudolf Bach
- 1946/47: Drei Mann auf einem Pferd (von John Cecil Holm/George Abbott), Rolle: Josuah, Regie: Erhard Siedel
- 1947/48: Ein Traumspiel (von August Strindberg), Rollen: Souffleur / Dekan der Theologie, Regie: Hellmuth Renar
- 1947/48: Der Revisor (von Nikolai Gogol), Rolle: Ein pensionierter Beamter, Regie: Paul Verhoeven
- 1947/48: Der Hauptmann von Köpenick (von Carl Zuckmayer), Rolle: Kämmerer, Regie: Otto Wernicke
- 1948/49: Undine (von Jean Giraudoux), Rolle: Fischer, Regie: Hellmuth Renar
- 1948/49: Diener zweier Herren (von Carlo Goldoni), Rolle: Kellner, Regie: Bruno Hübner
- 1948/49: Heinrich VII. (von Hans Rehberg), Rolle: Bürger, Regie: Arnulf Schröder
- 1948/49: Wie es euch gefällt (von William Shakespeare), Rolle: Denis, Regie: Arnulf Schröder
- 1949/50: Romeo und Julia (von William Shakespeare), Rolle: Bürger von Verona, Regie: Bruno Hübner
- 1949/50: Der Zerrissene (von Johann Nestroy), Rolle: Knecht, Regie: Bruno Hübner
- 1949/50: Das träumende Mädchen (von Elmer Rice), Rollen: Polizist / Kellner, Regie: Hermann Wenninger

### Residenztheater
- 1950/51: Der Verschwender (von Ferdinand Raimund), Rolle: Bedienter, Regie: Bruno Hübner
- 1950/51: Die Pfingstorgel (von Alois Johannes Lippl), Rolle: Melchior Brotladen, Regie: Alois Johannes Lippl
- 1951/52: Theaterg’schichten (von Johann Nestroy), Rolle: Schauspieler, Regie: Alois Johannes Lippl
- 1951/52: Wölfe und Schafe (von Alexander Ostrowski), Rolle: Maler, Regie: Robert Michal
- 1952/53: Cäsar und Cleopatra (von George Bernard Shaw), Rolle: Ein Perser, Regie: Alois Johannes Lippl

## Filmografie
- 1922: Die Talfahrt des Severin Hoyer
- 1933: S.A. Mann Brand
- 1934: Um das Menschenrecht[9]
- 1939: Drei wunderschöne Tage